# Округ Бжеско
Округ Бжеско (нем. Bezirk Brzesko, Бжеский уезд, пол. Powiat brzeski) — административная единица коронной земли Королевства Галиции и Лодомерии в составе Австро-Венгрии, существовавшая в 1867—1918 годах. Административный центр — Бжеско.
Площадь округа в 1879 году составляла 8,2579 квадратных миль (475,16 км2), а население 84 320 человек. Округ насчитывал 125 населённых пунктов, организованные в 114 кадастровых муниципалитета. На территории округа действовало 2 районных суда — в Бжеско, Радлуве и Войнич.
После Первой мировой войны округ вместе со всей Галицией отошёл к Польше.